# Castillo de Tokaj
El castillo de Tokaj (en húngaro: Tokaji vár) fue un antiguo castillo de origen medieval situado justo al norte de la confluencia entre los ríos Bodrog y Tisza, en Tokaj, Hungría. En la actualidad solo quedan los restos de uno de sus muros.

## Ubicación
El castillo, que protege el cruce del río Tisza, fue erigido en la confluencia de cuatro pequeñas regiones: los montes de Tokaj, Bodrogköz, Taktaköz y Nyírség. Estaba rodeado por dos de sus lados por las aguas del Tisza y del Bodrog, y por el tercero, por el norte, por un canal artificial, lo que provocaba que solo se pudiera alcanzar en embarcaciones, especialmente en las crecidas.

## Historia

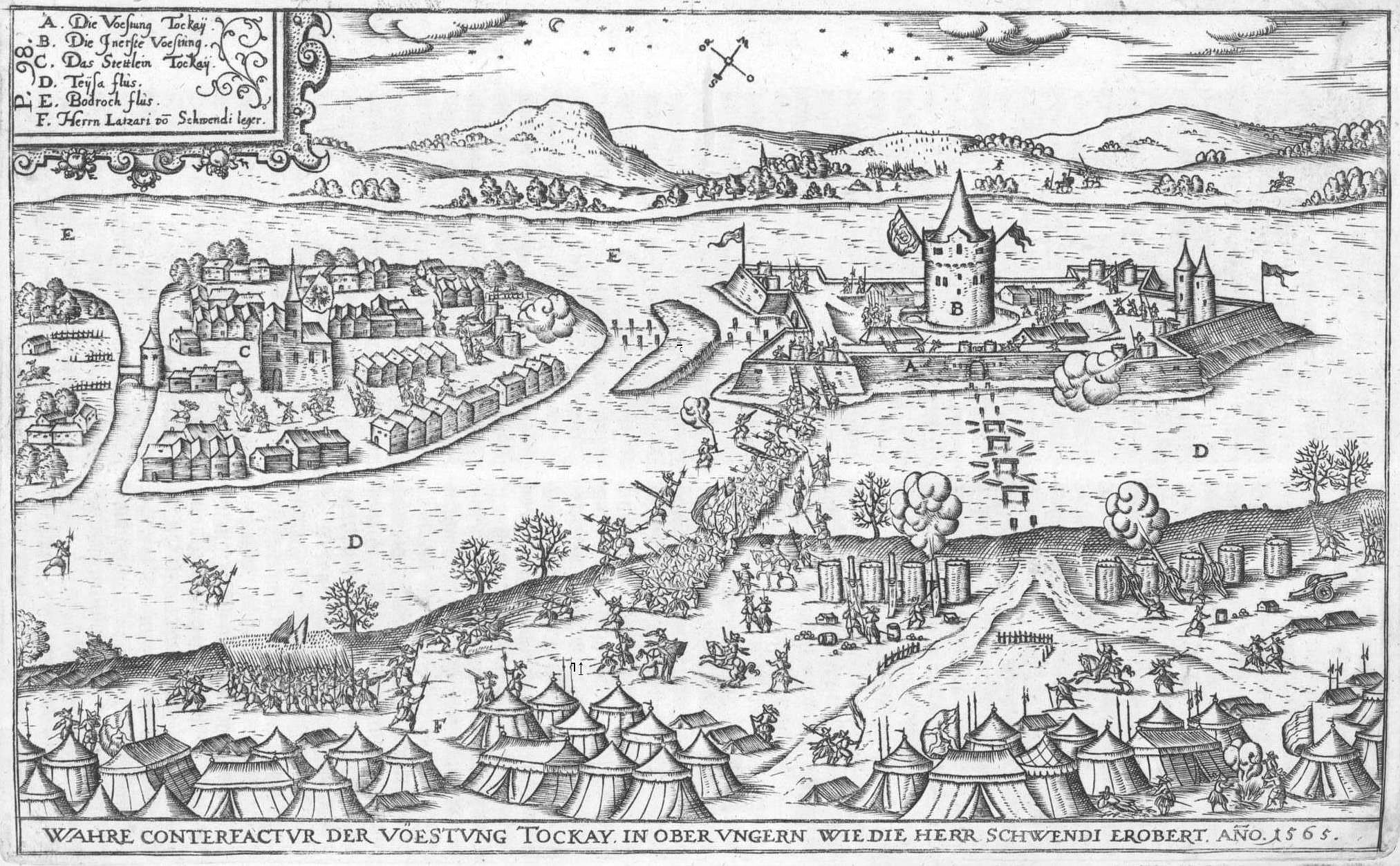
Abraham Ortelius, Representación del asedio de Tokaj de 1565.

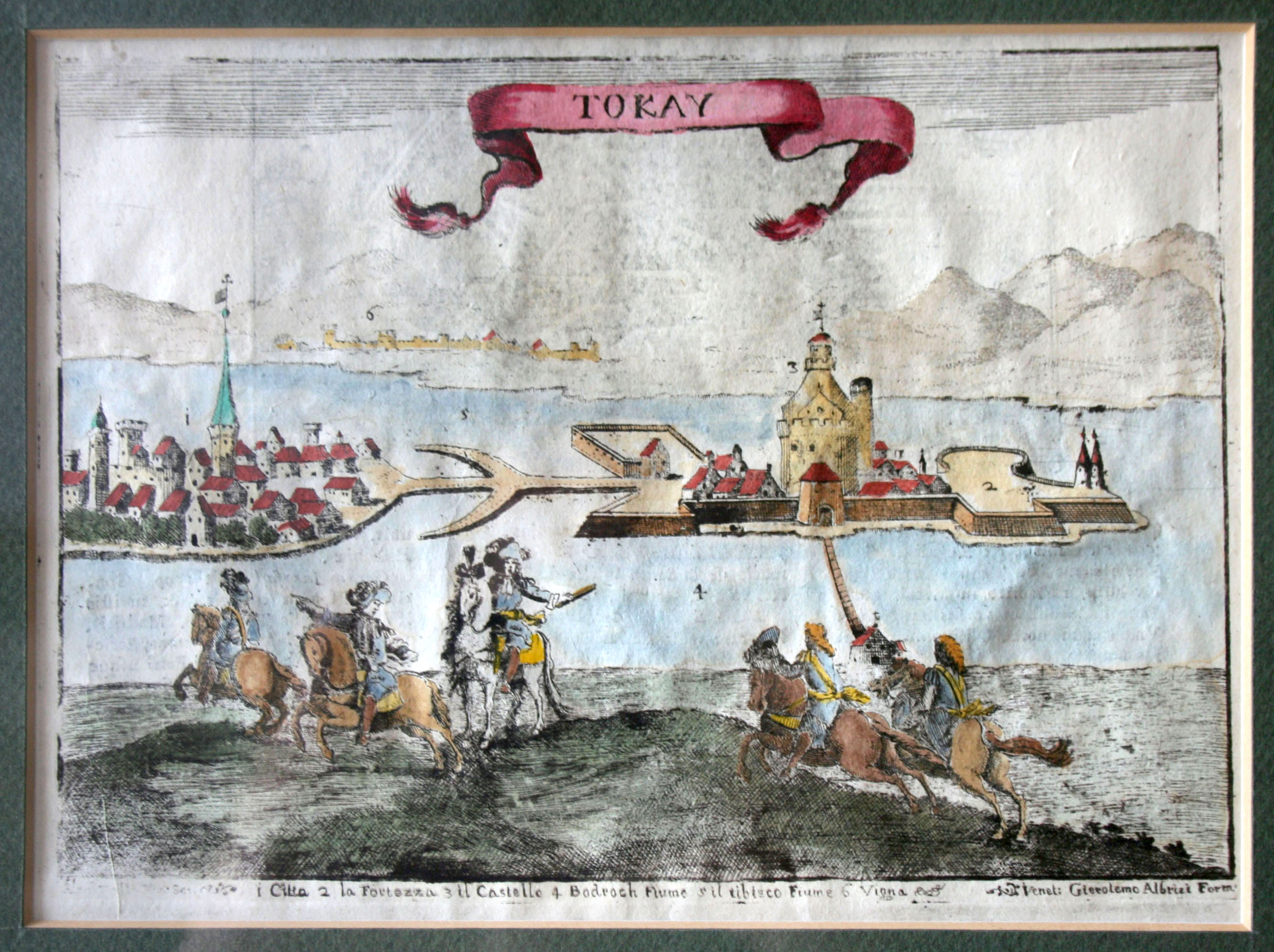
El castillo y la ciudad en una ilustración de 1664.

El primer castillo de Tokaj (Kőrév) fue un castro construido en la orilla derecha del Bodrog, sobre los montes de Tokaj. Anonymus escribió sobre él:

Y el antedicho Tarcal, por la gracia del jefe Árpád, recibió un gran terreno a los pues de la montaña donde el Bodrog fluye en el Tisza. Allí construiría un castro, que es hoy llamado el Hímesudvar.
Extracto de Gesta Hungarorum.

El castro fue destruido durante la invasión mongola. En 1283, Ladislao IV de Hungría dio permiso a los nobles de Nyri para construir un castillo. La fortaleza se desarrolló hasta ser un castillo de piedra que sería sitiado por Ladislao para capturarlo de Amadeo Aba que estaba conjurando contra él. El castillo debe haber sido destruido en el asedio o poco después.
En lugar de reconstruirlo, en la segunda mitad del siglo XIV se construyó una nueva fortaleza en la orilla izquierda del Bodrog, en un lugar más adecuado para supervisar los caminos. Este castillo se menciona por primera vez en una carta de 1410, cuando el rey Segismundo lo dona al hijo del nádor Nicolás Garai, Juan. El valor del castillo era de 12.000 florines de la época, pero Segismundo lo intercambiaría por terrenos en Bosnia antes de acabar el año. Alrededor de 1422, el déspota serbio Esteban Lazarević lo recibió como compensación, y más tarde fue propiedad de su sucesor Jorge Branković. En 1451 pasó a ser propiedad de Juan Hunyadi y luego de Matías Corvino, quien lo modernizó y construyó cuatro torres en las esquinas. En 1458, los nobles del área se reunieron aquí para unirse al recién elegido Matías contra los husitas.
En 1459 o 1469, Matías lo donó a Imre Zapolya, tras lo que se convertiría en un importante centro para esta cada vez más influyente familia. Juan Zapolya fue nombrado rey aquí tras la batalla de Mohács. En los combates entre Zapolya y Fernando, las tropas imperiales vencieron al primero, dañando las murallas del castillo. En 1527, Fernando entregó el castillo a su fiel Esteban Báthory, voivoda de Transilvania, pero Zapolya lo recuperó en enero de 1528. Para 1530 el castillo había cambiado de manos varias veces más. Acabó finalmente en manos de Fernando, que se lo concedió a Gáspár Serédi. En la década de 1530 Zapolya lo sitió de nuevo hasta que lo logró capturar en 1537 por un breve periodo. En 1538 los dos monarcas se repartieron el castillo entre los dos, manteniendo una guarnición mixta, aunque en la práctica los Serédi lo trataban como si fuera de su propiedad, recuperándolo formalmente en 1541 y conservándolo hasta 1555. La amenaza turca inminente hacía necesaria su refortificación, por lo que se añadió un bastión.
Tras la muerte de Benedek Serényi, su viuda, Zsófia Dobó, no entregó el castillo a György Serényi, que lo reclamaba. Su ataque fue repelido por el castellano, Ferenc Némethi, quien asimismo custodiaba al heredero István Serédi, pero pronto se pondría del lado de Juan Segismundo. El castillo de Tokaj fue ampliado. El muro exterior fortificado con bastiones redondos y cuadrados fue completado. La guarnición, de dos mil hombres, fue reforzada por Juan Segismundo con mil jinetes y seiscientos infantes más. Lazarus von Schwendi, comandante de Maximiliano II, lo asedió y capturó entre el 4 y el 12 de febrero de 1565. Némethi cayó en el asedio. Los daños fueron reparados bajo la dirección del capitán Jakob Raminger. Tokaj se convirtió en una de las fortalezas de los Habsburgo más importantes de Hungría, así que fue varias veces reconstruido y actualizado a los tiempos modernos. Ingenieros militares italianos, como Francesco del Pozzo, Ottavio Baldigara y su hermano Giulio Baldigara, o Cristodoro della Stella tomaron parte en los trabajos de fortificación. La construcción se vio obstaculizada por la escasez de materiales así como por las frecuentes reparaciones a los daños causados por las crecidas del río. El puente de pontones sobre el Tisza, por ejemplo, fue destruido por la crecida de 1591. 
Los hajdú de Esteban Bocskai ocuparon Tokaj en 1605 tras un año de asedio. Tras la muerte de Bocskai pasó de nuevo a manos imperiales y en 1607 fue adquirido por György Thurzó, más tarde nádor, por 71.590 florines, quien trató de refortificarlo. Para ello, según el Acta 51 de 1609, debían de trabajar sin retribución los residentes de ocho condados. En 1616 fue heredado por el hijo del nádor, que era seguidor del príncipe transilvano Gabriel Bethlen. Este atacó en 1619 el castillo, pues era aquí donde se preservaba la Santa Corona Húngara. Finalmente, en 1622, de acuerdo del emperador, Bethlen lo sumó a sus propiedades. Ampliaría el complejo con el bastión del noroeste y contraería matrimonio en él en 1628. Tras su muerte, su viuda, Catalina de Brandeburgo, vivió aquí por un periodo antes de entregárselo a Fernando II, qiuen se lo concedería a su vez al juez János Homonnai. La condición de los edificios se había deteriorado tanto para entonces que parece que era virtualmente inhabitable.
En 1644, durante la campaña de Jorge Rákóczi I, la guardia entregó el castillo sin luchar. Rákóczi renovó los edificios del interior, construyó una nueva puerta exterior con puente levadizo y un puente sobre el Bodrog. No obstante, solo construyó empalizadas las secciones dañadas de las murallas. Con la muerte de Jorge Rákóczi II, el castillo volvió a manos imperiales. En 1660, el ejército del general de Souches acampó bajo sus muros durante casi un año preparando la campaña contra Transilvania. Un registro militar y varias representaciones pictóricas han sobrevivido de esa época, y por ellos conocemos que existían puentes sobre los dos ríos, las cabezas de puente y las murallas en forma de cuña de la ciudad. Jakob Holst dirigió el trabajo de fortificación, seguido por Battmayer, Ssicha y Strasoldo, renombrados arquitectos militares de la época. Los edificios interiores, la puerta, el puente, y dos bastiones de piedra fueron renovados.
Durante la revuelta de Alta Hungría del 10 de abril de 1670, las tropas de Francisco Rákóczi I capturaron al capitán del castillo de Tokaj, Rüdiger Starhemberg. Entonces, bajo el liderazgo de Mátyás Szuhai y Pál Szepessy, un ejército kuruc de doce mil soldados asedió el castillo, pero no consiguió ocuparlo. El daño causado por el asedio fue prontamente reparado por los imperiales, y en el 1673 se construyó un puente mayor sobre el Tisza. En 1678, los kuruc lo asediaron de nuevo sin éxito, prendiendo fuego a la ciudad en su retirada. Los kurucok regresaron con Imre Thököly, que ocuparía el castillo en 1682. En 1685, tras la caída y captura de Thököly, el general Schultz lo recuperó para los Habsburgo. Un censo de 1694 registra a los 63 soldados húngaros y alemanes de la guarnición del castillo por su nombre.
Durante la revuelta kuruc de Hegyalja de Ferenc Tokaji de 1697, los insurgentes derrotaron a Gáspar Bajusz, comandante de los húsares húngaros del castillo de Tokaj, y el 1 de julio, al mismo tiempo que se conquistaba el castillo de Patak, Tokaji ocupaba el castillo con quinientos kurucok. Tokaj fue elegido capitán del castillo. Estos dos castillos se convertirían en los dos principales focos de la revuelta, pero tras la derrota de la batalla de Bőcs, no pudieron aguantar mucho. Vaudemont capturó la ciudad al asalto el 17 de julio y estuvo bombardeando el castillo durante dos días, hasta que los insurgentes dejaron Tokaj por el Tisza. 
En otoño de 1703 comenzó el asedio de Tokaj por parte de las tropas de Francisco Rákóczi II. Al helarse los ríos los asaltantes realizaron una primera tentativa ante la que los defensores se rindieron. En otoño de 1704 Rákóczi ordenó demoler el castillo y se considera que estaba hecho para primavera de 1705. Las murallas fueron completamente demolidas y se hizo pasar, mediante una zanja, el lecho del Bodrog por sus cimientos. Se razona que fuera la venganza lo que motivara tal ensañamiento de Rákóczi, en relación con la destrucción del castillo de Sárospatak. Asimismo, es probable que no pudiera asumir su reparación, y no quería dejarlo como base para posibles operaciones contra él. Los cañones del castillo se trasladaron al asedio del castillo de Eger. El castillo nunca sería reconstruido.

## Campañas arqueológicas
Se han llevado a cabo excavaciones arqueológicas en el castillo de Tokaj desde 2007 bajo el liderazgo de Miklós Makoldi. En el primer año, se identificaron los principales edificios: la torre del cañón oriental, el bastión de los años 1550-1560, y los cimientos de la torre residencial y de la rondela del recinto interior.
En 2008 comenzó una minuciosa excavación de los edificios del castillo interior, encontrándose monedas de plata, baldosas, objetos de vidrio y de cerámica, herramientas y restos de los edificios renacentistas.
En 2009 se inició la excavación del puente de piedra que conectaba la torre del castillo y la del cañón, las murallas del recinto interior y el bastión. Estas excavaciones en el puente demostraron que el foso de siete metros junto al castillo fue rellenado en el siglo XVII par incrementar la capacidad y el área del castillo.

## Descripción
Inicialmente, en el siglo XIV se construyó la torre residencial de dos pisos y se fortificó el castillo interior con cuatro torres redondas. En el siglo XV se construyeron las alas del palacio, en el XVI un bastión de artillería que barría la explanada de los baluartes, y más tarde la obra exterior. Fue modernizado en el siglo XVII, pero las restauraciones no pudieron evitar la rápida destrucción del castillo. Las nuevas fortificaciones se hicieron de tierra y madera. Tras la demolición del castillo, las crecidas de los ríos provocaron más daños a las ruinas. A finales del siglo XIX, los pescadores construían cabañas sobre los montones de escombros que se elevaban sobre el nivel del agua.
En el siglo XXI, solo los restos de 2 metros de alto y 5 metros de largo del bastión suroeste sobre la superficie, así como un lago en forma de media luna -el antiguo foso del castillo interior-, sugieren la antigua presencia de un castillo.